# Мільчин Лев Ісаакович
Лев Ісаакович Мільчин (нар. 18 серпня 1920, Мінськ, Білоруська РСР — пом. 28 червня 1987, Москва, Російська РФСР, СРСР) — радянський режисер і художник-постановник мультиплікаційного кіно, педагог. Заслужений художник РРФСР (1978).

## Біографія[3]
\\Народився в сім'ї художника Ісаака Йосиповича Мільчина . Закінчив Мінську художню школу та художній факультет ВДІКу .У період німецько-радянської війни був у складі ополчення, після — на Центральній Об'єднаній кіностудію художніх фільмів (Алма-Ата) художником кількох ігрових кінокартин. Після закінчення війни працював на студії «Союзмультфільм» художником-постановником мальованих та лялькових фільмів з такими режисерами, як І. П. Іванов-Вано, М. М. Цехановський, З. С. Брумберг, В. С. Брумберг, В. І. Полковников, А. Г. Сніжко-Блоцька, А. Г. Каранович. У 1957—1962 роках працював на кіностудії «Мосфільм». З 1962 року працював на «Союзмультфільмі» як режисер і художник-постановник.
Викладав у ВДІКу. Працював у книжковій графіці. Член Міжнародної асоціації анімаційного кіно.
Похований у Москві, на Митинському цвинтарі (ділянка № 126).

### Родина
Дружина — Тамара Полетика (1922—2011), художниця мультиплікаційного кіно.

## Фільмографія

### Художник-постановник
- 1947 — Горбоконик
- 1948 — Квітка-семибарвиця
- 1949 — Гуси-лебеді
- 1949 — Чужий голос
- 1951 — Казка про мертву царівну і про сім богатирів
- 1952 — Снігуронька
- 1954 — Царівна-Жаба
- 1955 — Зачарований хлопчик
- 1956 — Палка виручалка
- 1957 — Виконання бажань
- 1959 — Сампо
- 1959 — Особливий підхід (телефільм)
- 1961 — СРСР з відкритим серцем (музичний фільм-огляд)[6]
- 1962 — Мій молодший брат
- 1963 — Світлячок № 3
- 1963 — Свиня-скарбничка
- 1966 — Жу-жу-жу
- 1967 — Будильник
- 1967 — Пригоди барона Мюнхаузена
- 1968 — Комедіант
- 1970 — Відважний Робін Гуд
- 1972 — Оповідання старого моряка. Антарктиди.
- 1973 — Здоров'я починається вдома
- 1975 — Горбоконик
- 1976 — Стійкий олов'яний солдатик
- 1977 — Як Маша посварилася з подушкою
- 1978 — Маша більше не ледащо
- 1978 — Метаморфоза
- 1979 — Новий Аладдін
- 1982 — Марія, Мирабела
- 1984 — Казка про царя Салтана
- 1986 — Півень і боярин

### Режисер
- 1960 — Шлях у великий балет[7]
- 1963 — Світлячок № 3
- 1963 — Свиня-скарбничка
- 1964 — Можна і не можна
- 1965 — Доброго дня, атом!
- 1966 — Жу-жу-жу
- 1966 — Сьогодні День народження
- 1967 — Будильник
- 1968 — Світлячок № 8
- 1969 — Бабусин парасолька
- 1970 — Розповіді старого моряка. Надзвичайна подорож.
- 1971 — Розповіді старого моряка. Безлюдний острів.
- 1972 — Оповідання старого моряка. Антарктиди.
- 1976 — Стійкий олов'яний солдатик
- 1977 — Як Маша посварилася з подушкою
- 1978 — Маша більше не ледащо
- 1979 — Маша та чарівне варення
- 1984 — Казка про царя Салтана
- 1985 — Огіркова конячка
- 1986 — Півень і боярин

## Художник-ілюстратор
- Осецкая, Агнешка. Здравствуй, Евгений! / Перевод с польского В. Приходько. Рисунки Л. Мильчина. М.: Детская литература, 1972. — 94 с.

## Виставки
- У виставковому залі Московського Будинку Художника відкрилася виставка «Художник та книга — 2009». Загалом на виставці представлено понад тисячу робіт авторів, у тому числі працюючих у мультиплікаційному кіно. Зокрема, Сергія Алімова (ілюстрації до «Мертвих душ»), Лева Мільчина («Невський проспект») та інших.[8]